# Sennep
 For alternative betydninger, se Sennep (flertydig). (Se også artikler, som begynder med Sennep)
Sennep er et krydderi. Det bliver fremstillet af sennepsfrø (af gul sennep (Sinapis alba), sareptasennep (Brassica juncea) og/eller sort sennep (Brassica nigra)), gæringseddike, sukker, salt og andre smagsstoffer, som bliver malet til en grov eller glat masse. Sennep bruges fx til kogt torsk og på kød som skinke, pølser og hamburgere.
Sennep er desuden en vigtig ingrediens i salatdressingen vinaigrette samt som smagsgiver i saucer - eksempelvis kanin eller kylling i senneps- og estragonsauce.